# 六郷村 (宮城県)
六郷村（ろくごうむら）は、昭和16年（1941年）まで宮城県名取郡にあった村。

## 沿革
- 明治22年（1889年）4月1日 - 町村制施行にともない、飯田村、今泉村、沖野村、種次村、日辺村、二木村、井戸浜及び藤塚浜の区域をもって、六郷村が発足する。
- 昭和16年（1941年）9月15日 - 名取郡六郷村、中田村、宮城郡岩切村、高砂村及び七郷村が仙台市に編入する。

## 行政
- 歴代村長

| 代 | 氏名         | 就任                   | 退任                      | 備考 |
| -- | ------------ | ---------------------- | ------------------------- | ---- |
| 1  | 佐藤謙之助   | 明治22年（1889年）4月  |                           |      |
| 2  | 赤坂安久     | 明治23年（1890年）5月  |                           |      |
| 3  | 丹野伴五郎   | 明治25年（1892年）10月 |                           |      |
| 4  | 佐藤権兵衛   | 明治32年（1899年）1月  |                           |      |
| 5  | 山岡甚助     | 明治36年（1903年）1月  |                           |      |
| 6  | 大友与右衛門 | 明治36年（1903年）8月  |                           |      |
| 7  | 山田甚助     | 明治38年（1905年）1月  |                           | 再任 |
| 8  | 大友惣助     | 昭和15年（1940年）1月  |                           |      |
| 9  | 丹野養右衛門 | 昭和15年（1940年）8月  | 昭和16年（1941年）9月14日 |      |